# Ґжеґож Мотика
Ґжеґож Мотика (пол. Grzegorz Motyka; нар. 29 січня 1967, Осьниця) — габілітований доктор гуманітарних наук, професор, дослідник історії українсько-польського протистояння середини 1940-х років, з 2011 року — член ради Інституту національної пам'яті Польщі. Дотримується теорії геноциду поляків під час Волинської трагедії.

## Біографія
У 1992 році закінчив Люблінський католицький університет, де вивчав історію. Почав працювати в Інституті політичних досліджень Польської академії наук. До 2007 року він також працював в Управлінні народної освіти. 
1998 року захистив докторську дисертацію на тему Польсько-українська боротьба на землях сьогоднішньої Польщі в 1943—1948 роках, а потім здобув ступінь доктора габілітованого. Працював на посаді доцента кафедри українознавствау Ягеллонського університету, а також професором Академії гуманітарних наук у Пултуську. 2011 року обраний до ради Інституту національної пам'яті Польщі.
Публікує наукові та науково-популярні статті в часописах «Karcie», «Więzi», «Zeszytach Historycznych», «Gazecie Wyborczej», «Rzeczpospolitej», «Wprost». Опублікував 4 монографії та понад 60 статей, присвячених українсько-польським взаєминам у 1939—1989 роках, придушенню радянськими спецслужбами національного руху опору в Україні, Білорусі, Литві, Латвії та Естонії у 1939—1953 роках, політиці уряду ПНР щодо національних меншин.
2012 року книга Мотики «Від волинської різанини до операції „Вісла“» була відзначена нагородою польського журналу «Polityka» як найкраща історична праця року в Польщі.

## Критика
Мотику критикують за односторонність у визначенні лише поляків постраждалими від Волинської трагедії, виставлення власних теорій як доведених фактів, ігнорування даних українських архівів і досліджень інших істориків і за те, що він значною мірою посилається на усні свідчення, записані в 1980—1990 роках.

## Вибрана бібліографія
1. Pany i rezuny. Współpraca AK-WiN i UPA 1945—1947, Wyd. Volumen, Warszawa 1997 (współautor z Rafałem Wnukiem),
2. Tak było w Bieszczadach, Wyd. Volumen, Warszawa 1999, ISBN 83-7233-065-4
3. Antypolska Akcja OUN-UPA 1943—1944. Fakty i interpretacje, Wyd. IPN, Warszawa 2002 (red. Grzegorz Motyka i Dariusz Libionka),
4. Służby Bezpieczeństwa Polski i Czechosłowacji wobec Ukraińców 1945—1989, Wyd. IPN, Warszawa 2005 (współautor),
5. Ukraińska partyzantka 1942—1960, Wyd. Instytut Studiów Politycznych PAN, Wyd. Rytm, Warszawa 2006, ISBN 83-88490-58-3 (ISP PAN), ISBN 83-7399-163-8 (Rytm)
6. W kręgu «Łun w Bieszczadach». Szkice z najnowszej historii polskich Bieszczad, Wyd. Rytm, Warszawa 2009, ISBN 978-83-7399-340-2
7. Od rzezi wołyńskiej do akcji Wisła, Wydawnictwo Literackie, Kraków 2011, ISBN 978-83-08-04576-3
8. Na Białych Polaków obława. Wojska NKWD w walce z polskim podziemiem 1944—1953, Wydawnictwo Literackie, Kraków 2014, ISBN 978-83-08-05393-5